# اليمامة (مجلة)
اليمامة، هي مجلة أسبوعية عربية تنشر في السعودية. تعتبر اليمامة بالإضافة إلى مجلة سيدتي ومجلة المجلة أكثر المجلات شعبية في السعودية.، صدر العدد الأول من المجلة في 7/ 11 /1383هـ، وقد كانت بداية صدورها جريدة أسبوعية ثم تحولت إلى مجلة أسبوعية عندما أصدرت المؤسسة جريدة الرياض في بداية عام 1385هـ.

## بدايات المجلة
كان الاشتراك في مجلة اليمامة منذ صدورها 12 ريالاً في الداخل، وفي الخارج 24 ريالاً، وبعد أن أصبحت جريدة أسبوعية ارتفع الاشتراك فيها إلى 20 ريالاً في الداخل، وفي الخارج تُضاف إليه أجرة البريد، ومجلة اليمامة في عام 1421هـ/2000م تصدر في 100 صفحة بالألوان، وتباع بـ 5 ريالات، واشتراكها السنوي بـ 250 ريالاً، ورئيس تحريرها الدكتور عبد الله بن عبد الرحمن الجحلان، ومديرا التحرير سابقاً الأستاذين فهد بن راشد العبد الكريم، وسعود بن عبد العزيز العتيبي. وبقيت اليمامة تحت إشراف الاستاذ حمد الجاسر إلى عام 1380هـ، وفي شهر رمضان 1381هـ انتقل امتيازها إلى الاستاذ زيد بن عبد العزيز بن فياض؛ فاصبح رئيس تحريرها، وقد صدرت في عهده مرتين في الأسبوع يومي الأثنين والخميس، وكانت تصدر في 6 صفحات من المقاس الكبير 60×88، وقد بقي الفياض يصدر اليمامة إلى عام 1383هـ حيث صدر نظام المؤسسات الصحفية؛ فصدرت اليمامة عن مؤسسة اليمامة الصحفية، وفي عام 1384هـ تولى الاستاذ حمد الجاسر رئاسة تحرير اليمامة مرةً أخرى، وكانت تصدر في 12 إلى 14 صفحة عن مؤسسة اليمامة الصحفية، وبقي في رئاسة تحريرها إلى عام 1386هـ، وتولى الاستاذ عبد الله نور تحريرها فترةً من الزمن، وفي عام 1385هـ صدرت على هيئة مجلة عن مؤسسة اليمامة الصحفية بعد أن أصدرت هذه المؤسسة جريدة يومية بدلاً عن اليمامة اسمتها الرياض، وتولى تحريرها محمد الشدي، وفي عام 1391هـ عُين رئيساً لتحرير اليمامة.

## رئيس التحرير
كُلف الشاعر عبد الله الصيخان بالإشراف على تحرير المجلة من ديسمبر 2018م.

## كُتاب المجلة
- فهد العريفي
- ياسين الرواف
- سعد البازعي
- فهد السماري
- زين الدين العابدين
- محمد بن حمد القنبيط
- سليمان حمد العيسى
- أحمد بن حمد السناني
- محمد عبد الكريم بكر
- وفاء عبد الله العمر
- ليلى إبراهيم الأحيدب
- عبير عبد الله
- عبدالله بخيت.[8]

## اهتماماتها
- أهتمت صحيفة اليمامة بشئون البادية، حيث أصدرت عدداً خاصاً عن البادية عالج الكثير من شؤونها، ودعت الصحيفة إلى رفع مستوى الحالة الإجتماعية والإقتصادية والثقافية.
- تعتبر أول صحيفة في الرياض دعت إلى تعليم المرأة وتثقيفها.[9]

## وصلات خارجية
- مجلة اليمامة.. الحقيقة الغائبة.